# Milano-Torino 1997
La Milano-Torino 1997, ottantaduesima edizione della corsa, fu disputata il 15 ottobre 1997, per un percorso totale di 207 km. Venne vinta dal francese Laurent Jalabert giunto al traguardo con il tempo di 4h54'58" alla media di 42,106 km/h.
Alla partenza 179 ciclisti, 151 di essi portarono a termine la gara.

## Ordine d'arrivo (Top 10)
| Pos. | Corridore        | Squadra       | Tempo    |
| ---- | ---------------- | ------------- | -------- |
| 1    | Laurent Jalabert | ONCE          | 4h54'58" |
| 2    | Alex Zülle       | ONCE          | s.t.     |
| 3    | Paolo Lanfranchi | Mapei-GB      | a 22"    |
| 4    | Xavier Jan       | F. des Jeux   | s.t.     |
| 5    | Wladimir Belli   | Brescialat    | s.t.     |
| 6    | Paolo Valoti     | Cantina Tollo | s.t.     |
| 7    | Andrea Noè       | Asics-C.G.A.  | s.t.     |
| 8    | Stefano Zanini   | Mapei-GB      | a 25"    |
| 9    | Beat Zberg       | Mercatone Uno | s.t.     |
| 10   | Scott Sunderland | GAN           | s.t.     |